# Martin-Joseph Geeraerts
Pour les articles homonymes, voir Geeraerts.
Martin Joseph Geeraerts, né Marten Jozef Geeraerts, baptisé à Anvers le 7 avril 1707 et mort dans la même ville le 16 février 1791, est un peintre flamand.

## Biographie
Rattaché à l'école flamande, élève d'Abraham Godyn, il est portraitiste, peintre d'histoire, peintre de grisailles (à l'imitation de Jacob de Wit, célèbre peintre de grisaille hollandais). En 1731, il est maître à Anvers et en 1741, il est nommé directeur et professeur de l'Académie. Il y entre autres comme élèves François-Louis Lonsing.

## Collections publiques

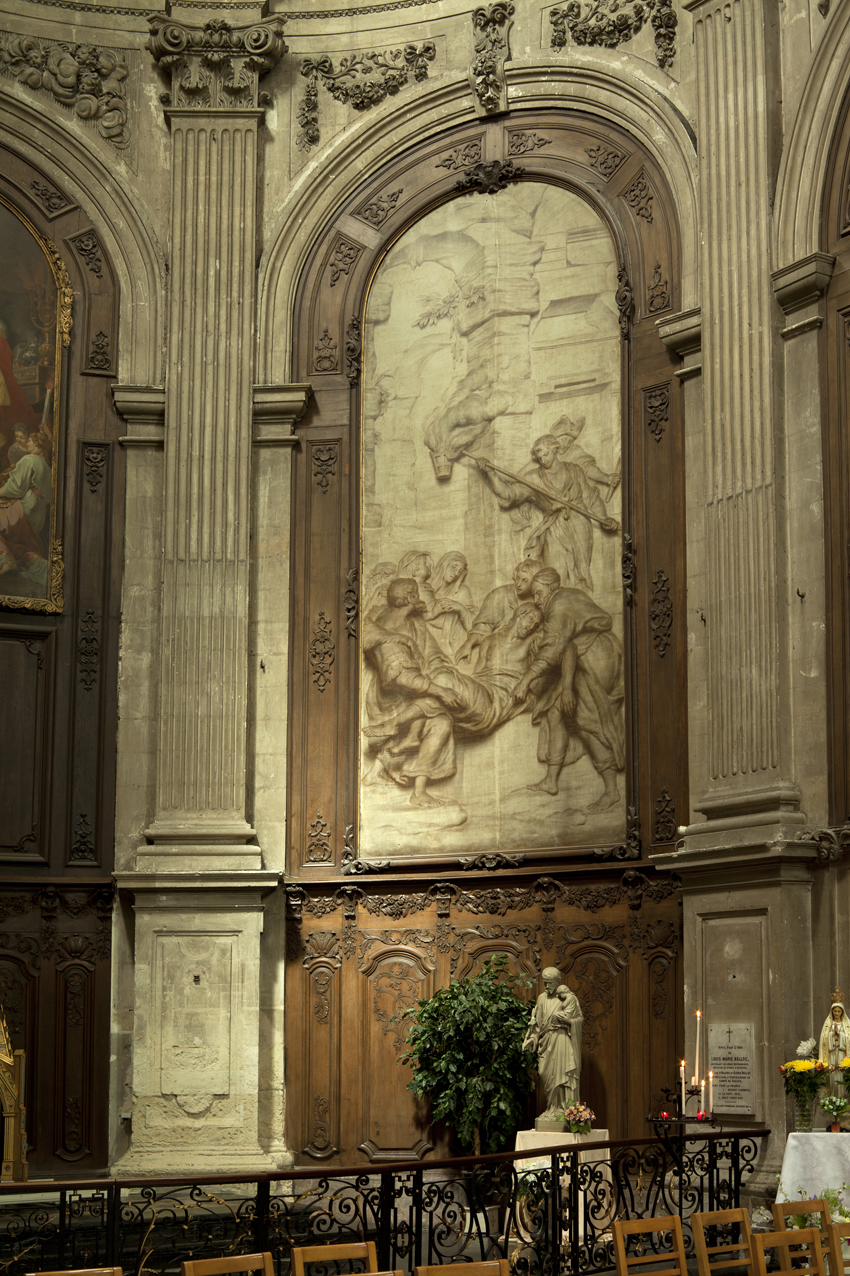
Cambrai, cathédrale Notre-Dame-de-Grâce

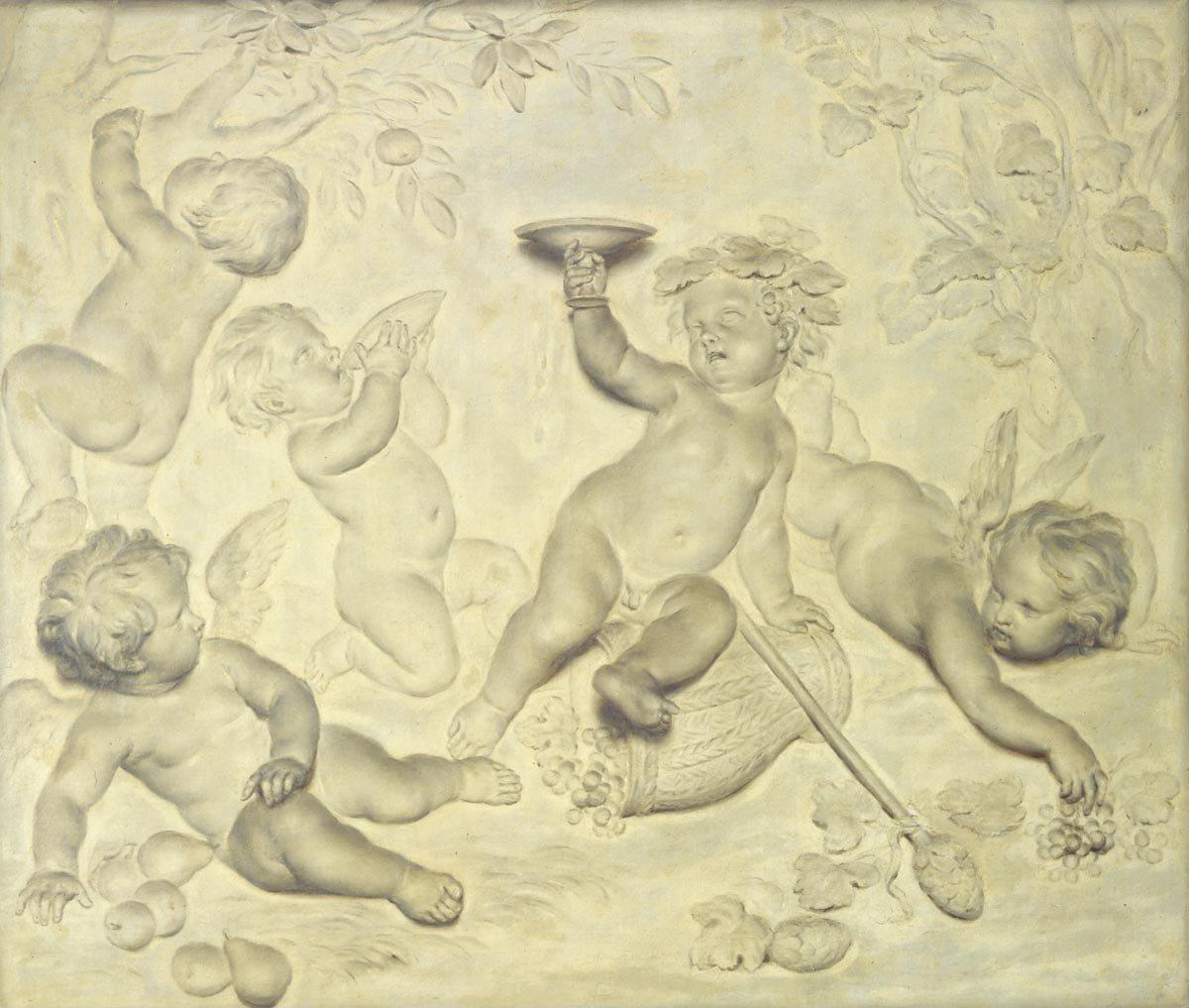
L'Automne, (vers 1740-1760), La Haye, Mauritshuis.

- Cathédrale Notre-Dame de Grâce de Cambrai : neuf grisailles, huiles sur toile
- Musée d'Évreux :
  - Bacchus enfant, nu, assis sur un tonneau, huile sur toile, 110 × 145 cm. Autour de Bacchus, huit enfants nus ; l'un est couché devant le tonneau et tient un tambourin. Deux autres, en arrière-plan, soufflent dans des conques
  - Bacchus enfant, nu, monté sur un grand chien, huile sur toile, 110 × 145 cm. Le chien est soutenu par deux enfants nus. Autour, neuf enfants nus. Vases à droite
  - Bacchus enfant, nu, assis sur une draperie, huile sur toile, 110 × 145 cm. Neuf enfants nus l'entourent. Arbre en arrière-plan
  - Bacchus enfant, nu, étendu près d'une urne, huile sur toile, 110 × 145 cm. Bacchus tient dans la main gauche une grappe de raisin qu'il élève au-dessus de sa tête. Auprès de lui deux petits chèvres-pieds. En haut, à gauche sous l'apparence d'un faune est représenté Hermès